# 修仁䱀
修仁䱀（学名：Xiurenbagrus xiurenensis）为輻鰭魚綱鯰形目钝头鮠科的鱼类，原屬䱀属（Liobagrus），現時獨立劃分成為修仁䱀属（Xiurenbagrus）。在中国，分布于珠江水系等，體長可達10公分。该物种的模式产地在广西阳朔。